# گرگروو
گرگروو (به لهستانی:  Grygrów) یک روستا در لهستان است که در گمینا ستوچک واقع شده‌است.